# Brottes
Brottes is een plaats en voormalige gemeente in het Franse departement Haute-Marne in de regio Grand Est.

## Geschiedenis
Op 1 juni 1973 werd Brottes als commune associée opgenomen in de gemeente Chaumont. Deze status werd aangepast naar commune déléguée, waardoor Chaumont de status van commune nouvelle kreeg.